# Burgruine Oberwallsee
Die Burgruine Oberwallsee ist die Ruine einer Höhenburg auf 365 m ü. A. oberhalb des Pesenbachtals im Ortsteil Bad Mühllacken der Gemeinde Feldkirchen im Bezirk Urfahr-Umgebung im Mühlviertel in Oberösterreich. Die Burg wurde zwischen 1364 und ca. 1386 errichtet und in der Zeit um 1600 in ein Schloss umgebaut. Mitte des 18. Jahrhunderts wurden die Hochburg und Teile der Vorburg dem Verfall preisgegeben, ein Teil der Letzteren als kleinbäuerliches Anwesen verwendet.

## Geschichte
Am 30. Oktober 1364 erhielt Eberhard V. von Walsee als Landeshauptmann ob der Enns die Genehmigung auf dem Klausberg eine Burg zu errichten und ihr den Namen der Familie zu geben. Der Grund gehörte zur Herrschaft Freudenstein, die seit 1333 ebenfalls im Besitz der Wallseer war. Der Erstbau muss 1386 (Weihe der Kapelle) weitgehend vollendet gewesen sein und wurde Oberwallsee genannt, weil sein Vetter Friedrich VI. von Walsee bereits 1361 die Burg Niederwallsee in Niederösterreich errichtet hatte. Herzog Albrecht V. verlieh 1415 die Blutgerichtsbarkeit. Im Jahr 1483 starb mit Reinprecht V. der letzte Wallseer im Mannesstamm, und über seine Tochter Barbara gelangten Burg und Herrschaft in den Besitz der Schaunberger. Bereits unter den Wallseern hatten Pfleger die Burg verwaltet, die Schaunberger übergaben 1501 die Burg an den Pfleger Christoph den Cammerer, 1540 an Kaspar Neuhauser. Nach dem Aussterben der Schaunberger (1559) wurde die Herrschaft nach längeren Erbschaftsstreitigkeiten durch Ferdinand I. als Dotationsgut des Oberst-Erbmarschallamtes in Österreich zur kaiserlichen Hofkammer eingezogen und im Folgejahr 1560 an Hans Hofmann Freiherrn zu Grünpichl und Strechau verliehen, in dessen Familie Oberwallsee bis 1584 verblieb. In diesem Jahr verkaufte Ferdinand Hofmann Burggraf von Steyr die Herrschaft an seinen Rentmeister Jobst I. Schmidtauer. Dieser und sein gleichnamiger Sohn ließen die mittelalterliche Burg in ein frühneuzeitliches Schloss umbauen, erweiterten vermutlich auch die Anlage und arrondierten den Herrschaftsbesitz. Im Zuge der gegenreformatorischen Maßnahmen Ferdinands II. kam es ab 1620 zur Konfiskation der Hofmannschen Güter und damit zur Annullierung des Kaufvertrages von 1584. 1625 musste Jobst II. die Herrschaft Oberwallsee abtreten, die nun an Reichsfürst Johann Ulrich von Eggenberg, Herzog von Krumau, fiel. Die Verwaltung erfolgte nun wieder durch Pfleger, die der fürstlichen Verwaltung in Krumau unterstanden. 
1717 starb mit Johann Christian II. die Familie Eggenberg aus. Das Haupterbe fiel an Adam Franz von Schwarzenberg, die Herrschaften Oberwallsee und Senftenberg als Dotationsgüter des Marschallamtes jedoch an Gundaker Thomas Starhemberg. Die Starhembergsche Verwaltung wurde in der Folge von Oberwallsee nach Eschelberg verlegt, womit die ehemalige Burg ihre Funktion als Verwaltungszentrum verlor und in der Folge großteils dem Verfall überlassen worden sein dürfte. Lediglich ein Teil der Vorburg (ehem. Meierhof) blieb als kleinbäuerliches Anwesen in Funktion. 1931 verkaufte Ernst Rüdiger Starhemberg die Ruine samt den zugehörigen Gründen an Karl und Josefa Schütz, 1944 erfolgte der Weiterverkauf an Martin und Bertha Zierer. 1958 erwarb die Familie Prokisch-Frank Ruine und Grundbesitz. Seit dieser Zeit erfolgen Erhaltungs-, Wiederherstellungs- und Sicherungsarbeiten.

## Bau

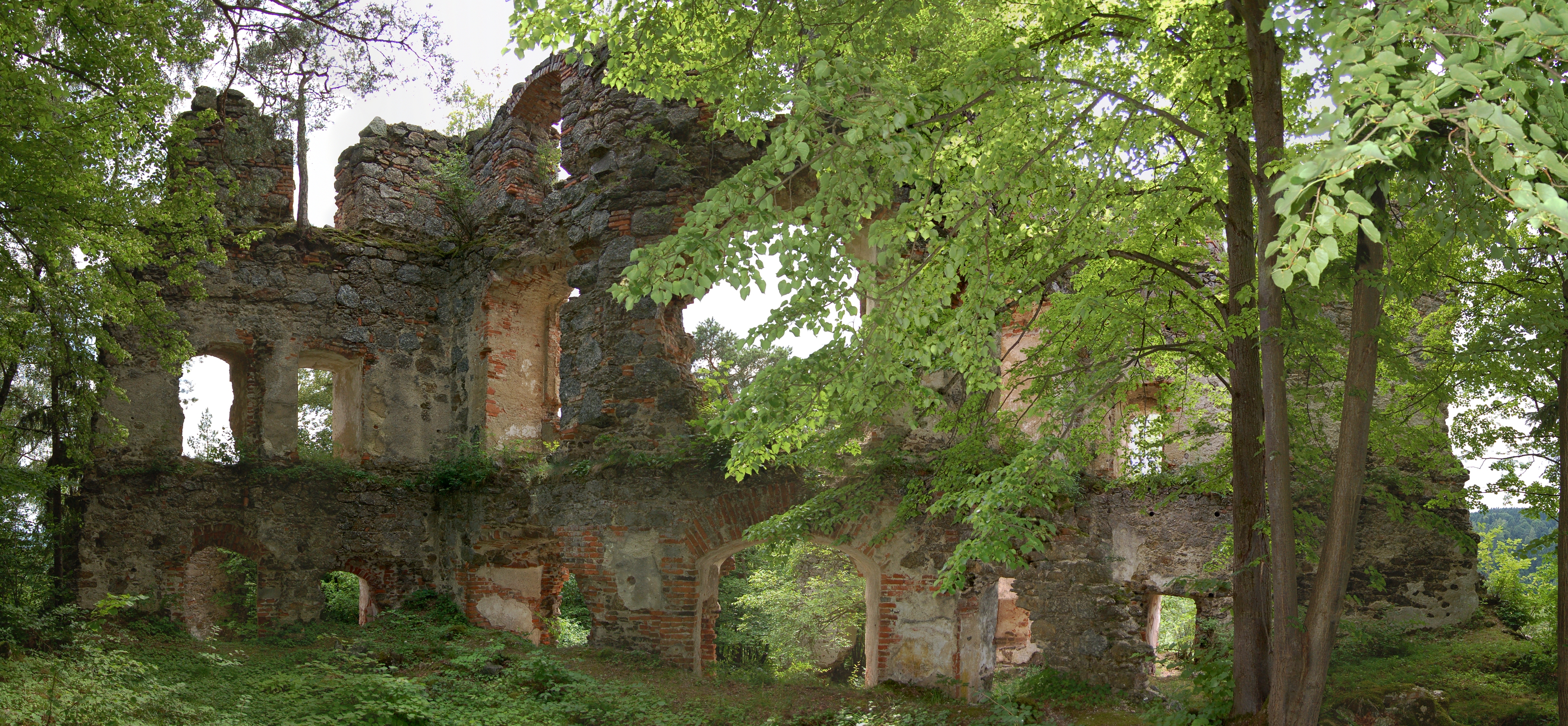
Teile der Hauptburg (2012)

Die Burg steht auf dem teils bewaldeten Klausberg und weist eine umbaute Fläche von 4300 Quadratmetern auf, von denen 1443 auf die Hochburg und 2857 auf die Vorburg entfallen. Die Hochburg besteht – unter Verzicht auf den traditionellen Bergfried – aus Palas, Kapelle (hl. Pankraz) und Nebengebäuden, die ringförmig um einen Innenhof angelegt sind. Im Erdgeschoß des viergeschoßigen, über zweimal gebrochenem Grundriss errichteten Palas befindet sich ein saalartiger, später mit einem Ziegelgewölbe versehener Raum mit einem mittelalterlichen Gurtbogen aus Hausteinen, der ehemals die Tramdecke trug. Im Geschoß darüber befand sich die "Tafelstube" mit direkten Zugängen zur Kapellenempore und zu einer vorgelagerten Terrasse. Die ursprüngliche Burgkapelle war ein zweijochiger Raum mit Dreiachtelschluss und einem auf zarten Diensten ruhenden Kreuzrippengewölbe. Ein umlaufendes Kaffgesims und die reiche Profilierung der Füße der Wandvorlagen weisen ebenso wie der Gurtbogen des Palas auf die Repräsentationsfunktion der Burg hin. Im 18. Jahrhundert erfolgte eine Barockisierung des Kapelleninneren.
Die Vorburg ist der Hochburg an der Süd- und Westseite über annähernd halbkreisförmigem Grundriss vorgelegt, wird von einer teils als Futtermauer ausgebildeten Ringmauer eingefasst und im Norden und Osten von je einem Torbau abgeschlossen (der "Hintere Torbau" im Norden ist erhalten, der "Vordere Torbau" im Bereich der heutigen Zufahrt stürzte Mitte des 19. Jahrhunderts ein). Entlang der Ringmauer befanden sich Wirtschaftsgebäude, u. a. der "Meierhof", der heute als Wohngebäude dient.